# Jan Krekels
Jan Jozef Alfons Franciscus Krekels (né le 26 août 1947 à Sittard) est un coureur cycliste néerlandais. Professionnel de 1969 à 1978, il a été champion olympique du contre-la-montre par équipes aux Jeux olympiques de 1968 à Mexico.

## Palmarès

### Palmarès amateur
- 1967
  - 4e étape de l'Olympia's Tour
- 1968
  -  Champion olympique du contre-la-montre par équipes (avec Fedor den Hertog, René Pijnen et Joop Zoetemelk)
  - Archer Grand Prix
  - 6e étape de l'Olympia's Tour
  - Tour d'Overijssel
  - Circuit de Campine
  - Tour du Limbourg
  - Tour d'Autriche :
    - Classement général
    - 2e et 3e étapes

  - 1re étape du Circuit de Flandre zélandaise
  - 2e du Ronde van Zuid-Holland

### Palmarès professionnel
- 1969
  - Grand Prix d'Orchies
  - 2e du Grand Prix de Fourmies
  - 2e du Grand Prix Marcel Kint
- 1970
  - Prologue de Paris-Nice (contre-la-montre par équipes)
  - 3e étape du Tour de l'Oise et de la Somme
  - 2e du Grand Prix d'Antibes
  - 2e du Grand Prix d'Orchies
  - 6e du Rund um den Henninger Turm
  - 7e de la Flèche wallonne
- 1971
  - 8e étape du Tour de Suisse
  - 19e étape du Tour de France
  - 3e du Tour d'Indre-et-Loire
  - 7e du Tour des Flandres
- 1972
  - Tour d'Andalousie :
    - Classement général
    - 2e et 3e étapes

  - Prologue du Tour de Suisse (contre-la-montre par équipes)
- 1977
  - 2e du championnat des Pays-Bas sur route
- 1978
  - 3e du Tour de Zélande centrale

## Résultats sur les grands tours

### Tour de France
3 participations
- 1971 : 50e, vainqueur de la 19e étape
- 1972 : 78e
- 1973 : 75e

### Tour d'Espagne
2 participations
- 1971 : abandon (16e étape)
- 1972 : 55e